# Harrisburg, North Carolina
Harrisburg är en kommun (town) i Cabarrus County i North Carolina och en förort till Charlotte. Vid 2010 års folkräkning hade Harrisburg 11 526 invånare.